# Gollito Estredo
José Gregorio „Gollito“ Estredo (* 25. März 1989 in El Yaque) ist ein venezolanischer Windsurfer und neunfacher Weltmeister in der Disziplin Freestyle. Er verwendet die Segelnummer V-10.
Auf der karibischen Isla Margarita aufgewachsen, schaffte Gollito mit 14 Jahren den Sprung in den World Cup. Mit 17 wurde er dann schließlich der jüngste PWA-Freestyle-Weltmeister der Geschichte. 2011 zog Philip Köster mit ihm gleich, indem er ebenfalls mit 17 Weltmeister wurde.

## Leben
Gollito wuchs unter armen Verhältnissen als Sohn einer Fischerfamilie in einer beengten Hütte, in der Nähe eines Strandes auf. Als El Yaque als windsicherer Surfspot entdeckt wurde und Tourismus entstand, begann Gollito mit 11 Jahren an den ersten Windsurf Centern auszuhelfen. Durch sein Talent und eine sehr schnelle Auffassungsgabe beim Erlernen neuer Manöver, machte er bald auf sich aufmerksam. So entschloss sich der damalige Teammanager von North Sails, Beat Steffan, ihm eine Chance zu geben und Sponsoring zu verschaffen.
2003 nahm er mit 14 Jahren an seinem ersten World Cup auf Bonaire teil, wo er in der ersten Runde ausschied. 2006 konnte er seinen ersten Weltmeistertitel im Freestyle feiern. Es folgten acht weitere Weltmeistertitel, die ihn damals zum erfolgreichsten Windsurfer im Freestyle gemacht haben.
Gollito hat Anfang der 2000er Jahre zeitweise bei der Familie von André Paskowski in Hamburg gelebt. Seit 2022 ist er nicht mehr in der PWA aktiv, sondern fokussiert sich auf das Wingfoilen und der Olympischen Windsurfklasse iQFoiL. Er ist verheiratet und zweifacher Vater.

## Erfolge

### World Cup Wertungen
| Saison | Wave  | Wave   | Freestyle | Freestyle |
| Saison | Platz | Punkte | Platz     | Punkte    |
| ------ | ----- | ------ | --------- | --------- |
| 2003   | –     | –      | ?         | ?         |
| 2004   | –     | –      | ?         | ?         |
| 2005   | –     | –      | 3.        | 4035      |
| 2006   | –     | –      | 1.        | 2100      |
| 2007   | –     | –      | 2.        | 6068      |
| 2008   | –     | –      | 1.        | 6267      |
| 2009   | –     | –      | 1.        | 6201      |
| 2010   | –     | –      | 1.        | 6300      |
| 2011   | –     | –      | 3.        | 10269     |
| 2012   | –     | –      | 1.        | 6300      |
| 2013   | –     | –      | 2.        | 6201      |
| 2014   | –     | –      | 1.        | 6168      |
| 2015   | –     | –      | 8.        | 3705      |
| 2016   | –     | –      | 1.        | 6234      |
| 2017   | 28.   | 1450   | 1.        | 2000      |
| 2018   | 16.   | 10.671 | 1.        | 20.000    |
| 2019   | 18.   | 10.216 | 6.        | 28.050    |
| 2021   | –     | –      | 4.        | 9.700     |

### World Cup Siege
Estredo errang bisher 33 Podestplätze, davon 24 Siege, fünf zweite Plätze und vierte dritte Plätze.
| Datum                   | Ort               | Land        | Disziplin |
| ----------------------- | ----------------- | ----------- | --------- |
| 21.07.2006 – 31.07.2006 | Costa Calma       | Spanien     | Freestyle |
| 30.06.2007 – 07.07.2007 | Costa Teguise     | Spanien     | Freestyle |
| 21.09.2007 – 30.09.2007 | Sylt              | Deutschland | Freestyle |
| 29.04.2008 – 04.05.2008 | Podersdorf am See | Österreich  | Freestyle |
| 23.06.2008 – 28.06.2008 | Costa Teguise     | Spanien     | Freestyle |
| 30.06.2009 – 04.07.2009 | Costa Teguise     | Spanien     | Freestyle |
| 22.07.2009 – 01.08.2009 | Costa Calma       | Spanien     | Freestyle |
| 30.06.2010 – 03.07.2010 | Costa Teguise     | Spanien     | Freestyle |
| 23.07.2010 – 02.08.2010 | Costa Calma       | Spanien     | Freestyle |
| 23.07.2010 – 02.08.2010 | Sylt              | Deutschland | Freestyle |
| 30.06.2011 – 03.07.2011 | Costa Teguise     | Spanien     | Freestyle |
| 27.04.2012 – 01.05.2012 | Podersdorf am See | Österreich  | Freestyle |
| 20.07.2012 – 30.07.2012 | Costa Calma       | Spanien     | Freestyle |
| 28.09.2012 – 07.10.2012 | Sylt              | Deutschland | Freestyle |
| 26.04.2013 – 30.04.2013 | Podersdorf am See | Österreich  | Freestyle |
| 20.07.2013 – 26.07.2013 | Costa Calma       | Spanien     | Freestyle |
| 25.07.2014 – 02.08.2014 | Costa Calma       | Spanien     | Freestyle |
| 26.09.2014 – 05.10.2014 | Sylt              | Deutschland | Freestyle |
| 04.05.2016 – 08.05.2016 | Podersdorf am See | Österreich  | Freestyle |
| 30.09.2016 – 09.10.2016 | Sylt              | Deutschland | Freestyle |
| 21.07.2017 – 31.07.2017 | Costa Calma       | Spanien     | Freestyle |
| 29.09.2017 – 08.10.2017 | Sylt              | Deutschland | Freestyle |
| 26.07.2018 – 04.08.2018 | Costa Calma       | Spanien     | Freestyle |
| 28.09.2018 – 07.10.2018 | Sylt              | Deutschland | Freestyle |